# Limnebius jeanneli
Limnebius jeanneli är en skalbaggsart som beskrevs av Armand D'Orchymont 1948. Limnebius jeanneli ingår i släktet Limnebius och familjen vattenbrynsbaggar. Inga underarter finns listade i Catalogue of Life.